# جينيستا إفنية
الجينيستا الإفنية (باللاتينية: Genista ifniensis) نوع نباتي يتبع جنس الجينيستا من الفصيلة البقولية. سميت نسبة إلى مدينة إفني في المغرب.

## الموئل والانتشار
موطنها مناطق المغرب العربي.

## مرادفات للاسم العلمي
- (باللاتينية: Genista ferox subsp. microphylla (Ball) Font Quer)